# Szőrme
A szőrme az állat kikészített bundája, melyet ruházkodási célokra használnak föl.

## Ipartörténeti jelentősége
A modern élet egyre kevésbé használja a hétköznapi élet anyagaként a szőrméket. Egykor azonban fontos tevékenység volt a róka, a farkas, a medve, a nyuszt, a vadmacska, a coboly, a menyét, a nyest és még sok állat vadászata a prémes bundájáért, amit háziipari módszerekkel készítettek ki.
Mi sem jellemzőbb a jelentőségére, mint az, hogy a címerhasználatba is bekerült a szőrmék, a prémek ábrázolása.
Tágabb értelemben a bőriparhoz tartozik a szőrmék, bőrök kikészítése. Egykori mestere volt a tímár, aki a timsó fölhasználásával fehérítette a bőrt. A bőr áztatása, cserzése piszkos, büdös, sokszor lenézett munka volt. Egyes keleti népeknél a bőrcserzők az alacsonyabb osztályba tartoztak.

## Néprajzi jelentősége
A régi népek ruházkodásában is, díszítőművészetében is fontos szerepe volt a szőrméknek. A szőrével befelé fordítva viselt ködmön, suba a magyarral rokon sztyeppei népek ősi viselete.
Egyik rokonnépükről, a szibériai hanti-manysi közösségekről följegyezték, hogy hagyományosan szőrmével kereskedtek. A honfoglaló magyarok is az erdős sztyeppe peremvidékén szőrméket vásároltak az északi népektől. A vadásznépek bőripara fontos szerepet játszott a hadfelszerelés elkészítésében. A lószerszám szíjazata, bőrvértek és bőrpajzsok készítése egykor a csúcstechnológia része volt.

## A szőrmeipar
A szűcs ipar a már feldolgozásra előkészített, tiszta prémekkel dolgozik. A szűcs mesterség közel áll a szabósághoz, a megmunkált anyag tulajdonságai miatt az eszközök és a munkamenet között sok a különbség. Az első írásos emlékek bizonyítják Egyiptomból i. e. 4000 körül a szőrmekészítést. A népvándorlások korának népeinél komoly szaktudásról árulkodó, mindennapos viselet volt a szőrme. A honfoglaló magyarok híres viselete a kacagány volt amely tigrisek, párducok bundájából készült. Európában a XI. századig a tímár- és a szőrmeipar egybe tartozott, a XII. századtól kezdtek a szűcsök külön céhekben tömörülni. A kereskedelem fejlődésével egyre több addig ismeretlen állat bőrét dolgozta fel a szűcsipar, Amerika felfedezésével ez tovább fokozódott. A szőrme kikészítés és feldolgozás is ketté vált fokozatosan. A gépek is megjelentek a XIX. században, Franciaországban a szőrmefestés terén értek el jelentős eredményeket. 1870-ben A. B. Citroen francia mérnök fejlesztette ki a kétfonalas szűcsvarrógépet. A szőrme vagy a prém a különböző tenyésztett, és vadon élő emlősállatok gereznájából (lenyúzott prémes állatbőr) készített, szőrzettel borított bőr.
Szőrmés bőr felépítése: hájas hártya, irharéteg, hámréteg. A szőrszál a bőrhöz hasonlóan nagy százalékban fehérjéből épül fel, fehérjéje a kreatin, lúgokkal szemben érzékenyek, savakkal szemben ellenállóbbak. Azokat a szőrszálakat, melyek leghosszabbak, leginkább kiemelkednek a szőrzetből, fedőszőrnek vagy koronaszőrnek nevezzük. Ezek adják a prém színét, fényét, selymes, vagy
merev voltát. A koronaszőrök hosszúsága és tömöttsége fajonként, egyedenként, évszakonként változik. A pehelyszőrök sűrűségétől függ a prém tömöttsége, hőtartó képessége. A sűrű és hullámos lefutású pehelyszálak levegőt zárnak maguk közé, mely jó hőszigetelést tesz lehetővé. A pehelyszálak a legvékonyabb szőrféleségek, vastagságuk jellemző egyedi tulajdonság.
A Földön kb. 170 olyan állatfaj él, amelynek prémjét felhasználják.
Rágcsáló prémes állatok: csincsilla, hód, hörcsög, mókus, mormota, nutria, nyúl, pézsma.
Ragadozó állatok: macskafélék, menyétfélék (coboly, görény, hermelin, nyest), mosómedve, rókafélék.
A pézsma a karakül juh 6-10 napos bárányának prémje, kizárólag koronaszőrökből áll, amelyek szorosan egymás mellé tömörülnek.
A szőrméket szőroldali tulajdonságok alapján minősítik, vizsgálva a szőrme hőszigetelő képességét, a szőr jellegét, színét, szépségét kopásállóságát, gyakoriságát, divatosságát. Az irhabőröknek hibátlan húsoldalú bőrből kell készülniük. Az irhabőröket főként racka, vagy cigája bőrből készítik, mert ezeknek a juh és bárány fajtáknak tömörebb a szőrük és puhább a bőrük. A panofixálás magyar szabadalom, mely a merinói juh bundájának felhasználásával végezhető el. A merinó szőrzetének szálai a ráeső fényt úgy verik vissza, hogy az selymes, magas fényű benyomást kelt.

## Kapcsolódó szócikk
- Műszőrme